# Holedeč
Obec Holedeč (německy Groß Holletitz) se nachází v okrese Louny v Ústeckém kraji. Žije zde 650 obyvatel.

## Historie
První písemná zmínka o obci pochází z roku 1318. Tehdy pohnal Jindřich z Holedče několik šlechticů z okolních vesnic k zemskému soudu za to, že mu učinili škodu „na zbraních a různých domácích věcech“. V názvu vesnice je ukryto staročeské vlastní jméno. Může to být Holedek, jak se domníval Josef Mrázek, nebo Goleda podle Antonína Profouse. Pořadí vzniku Holedče a sousedního Holedečku není jasné: menší Holedeček se stal sídlem církevní správy, když zde vznikl kostel sv. Bartoloměje a později i škola, větší Holedeč byl sídlem majitele panství – podobně jako ve většině jiných případů se ve středověku o vesnici dělilo několik vlastníků.

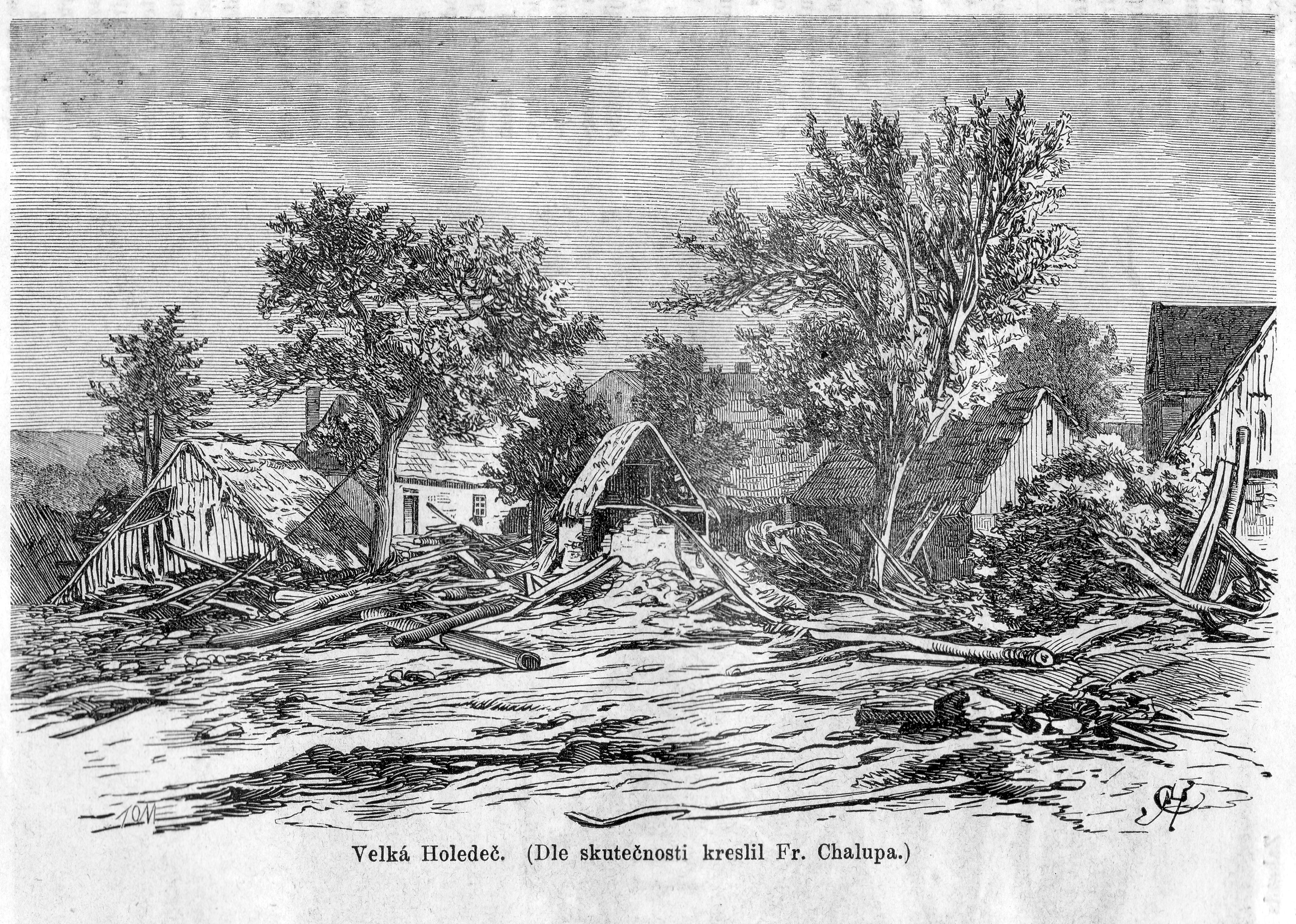
Holedeč po povodni v květnu 1872

Poslední člen rytířské rodiny, která se psala podle Holedče, Oldřich, je ve vsi uvedený v roce 1497. Erbovní figurou rytířů z Holedče byl obrácený klobouk, z něhož vyrůstala kyta (několik per tvořících kytici).
V 16. století se v držení Holedče vystřídalo několik rodin, mj. Čelechovcové z Kralovic, Hýzrlové z Chodů a Údrčtí z Údrče. V kupní smlouvě mezi Zikmundem Čelechovcem a Jindřichem Hýzrlem z Chodů z roku 1527 je jmenovitě uvedeno všech 16 majitelů statků ve vsi (a všech 6 v Holedečku). Ve smlouvě je rovněž zmíněn panský mlýn. Z roku 1535 je známo první jméno holedečského krčmáře, kterým byl Švehla.
Z hlediska vlastnických vztahů byl pro Holedeč významný rok 1579. Tehdy prodal Jindřich z Údrče Holedeč s Holedečkem městu Žatec. Součástí prodeje byla mj. tvrz, ovčín, mlýn, výsadní krčma a dvůr Radkov. V kupní smlouvě jsou zahrnuty rovněž rybníky, vinice a lesy. Zejména nákup lesů byl důležitý – lesy okolo Holedče jsou majetkem Žatce i dnes; spravuje je organizace Městské lesy Žatec.
V nedávno objevené trhové knize Holedče z let 1566–1662 jsou obsažené podrobnosti o místní krčmě. Bylo to zařízení poddanské, tzn. že krčmáři museli odebírat pivo od vrchnosti, v tomto případě pivo Samec ze Žatce. Hospoda samotná ale byla majetkem krčmáře, který ji mohl prodat jen se souhlasem vrchnosti. V letech 1581–1637 změnila sedmkrát majitele. Roku 1581 zaplatil kupec 500 míšeňských grošů, roku 1617 celkem 950 grošů, to byla největší částka. Ke krčmě patřila pole o rozloze přibližně 18,5 hektaru, což byla velikost selského lánu. V roce 1606 tvořily živý inventář krčmy čtyři krávy, tři jalovice, deset prasat, devět slepic a kohout. Podle soupisu mobiliáře z roku 1593 byly v hospodě čtyři dřevěné a dva kamenné stoly s lavicemi a neurčený počet židlí. „Zahradní restauraci“ tvořily dva kamenné stoly s lavicemi před krčmou. Studium mladších pozemkových knih prokázalo, že se krčma nacházela u mostu přes Blšanku na místě dnešního čp. 18, kde byla hospoda nejméně i v 19. století.

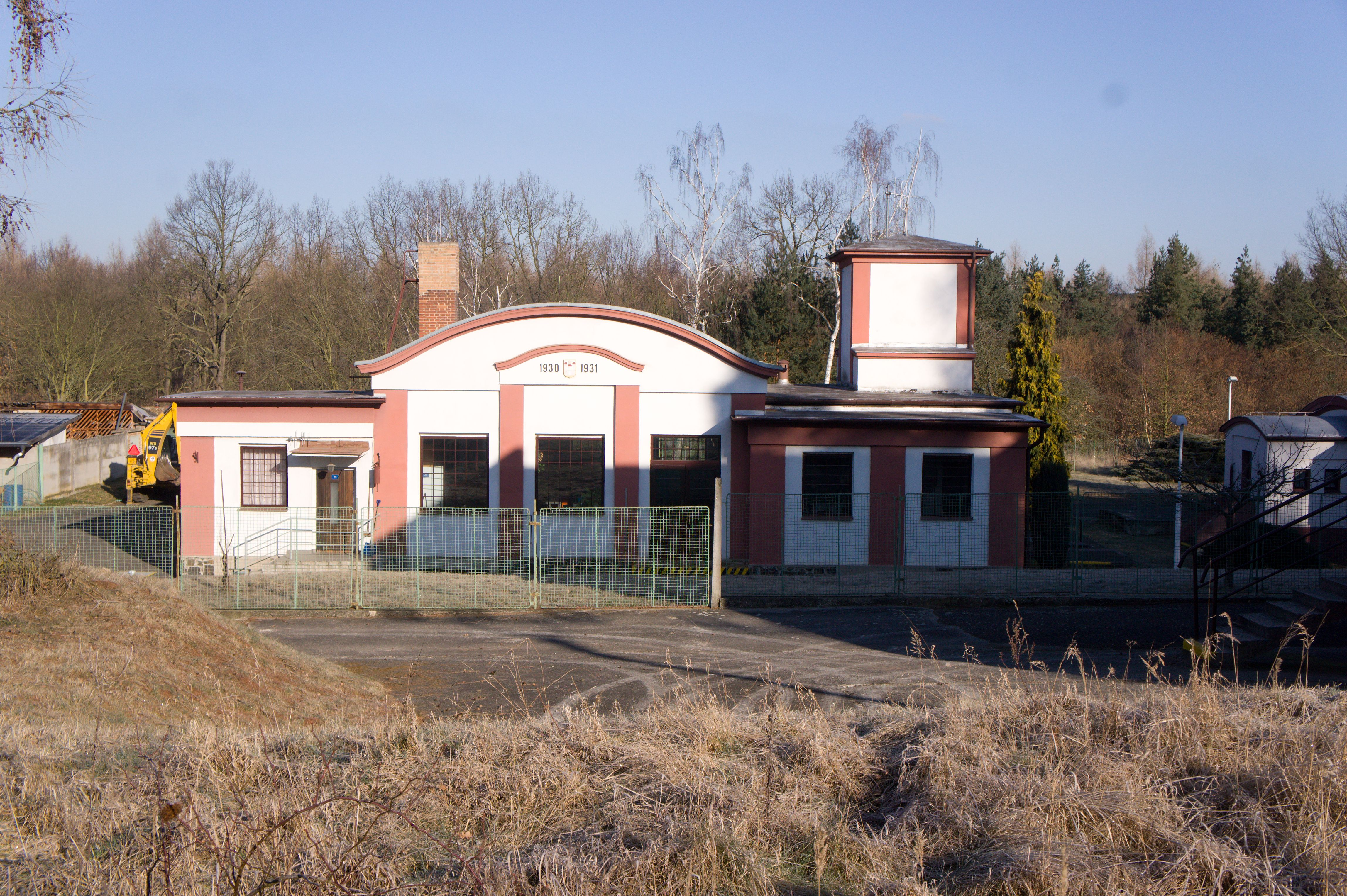
Vodárna v Holedči

Za účast na stavovském povstání byl Žatci všechen nemovitý majetek včetně Holedče konfiskován. Protože ale město nebylo schopno odvádět kontribuci na válečné výdaje, umožnila jí královská komora v roce 1628 zpětně si od ní Holedeč včetně lesů odkoupit. Během třicetileté války, konkrétně roku 1639, vypálila menší švédská vojenská jednotka v Holedči vrchnostenský dvůr, dvě chalupy a krčmu. Důvodem bylo, že Žatec Švédům včas neodevzdal předepsaný proviant. Tehdy zřejmě zanikla i tvrz, která stávala v areálu dvora. V dalších letech ji prameny už nezmiňují. Po třicetileté válce, roku 1651, žilo v Holedči jen 70 obyvatel. Roku 1781 byli v rámci raabizace všichni poddaní na žateckém panství včetně Holedče propuštěni z poddanství a byl jim odprodán majetek, na kterém hospodařili. Žatec si ponechal jen holedečské lesy.

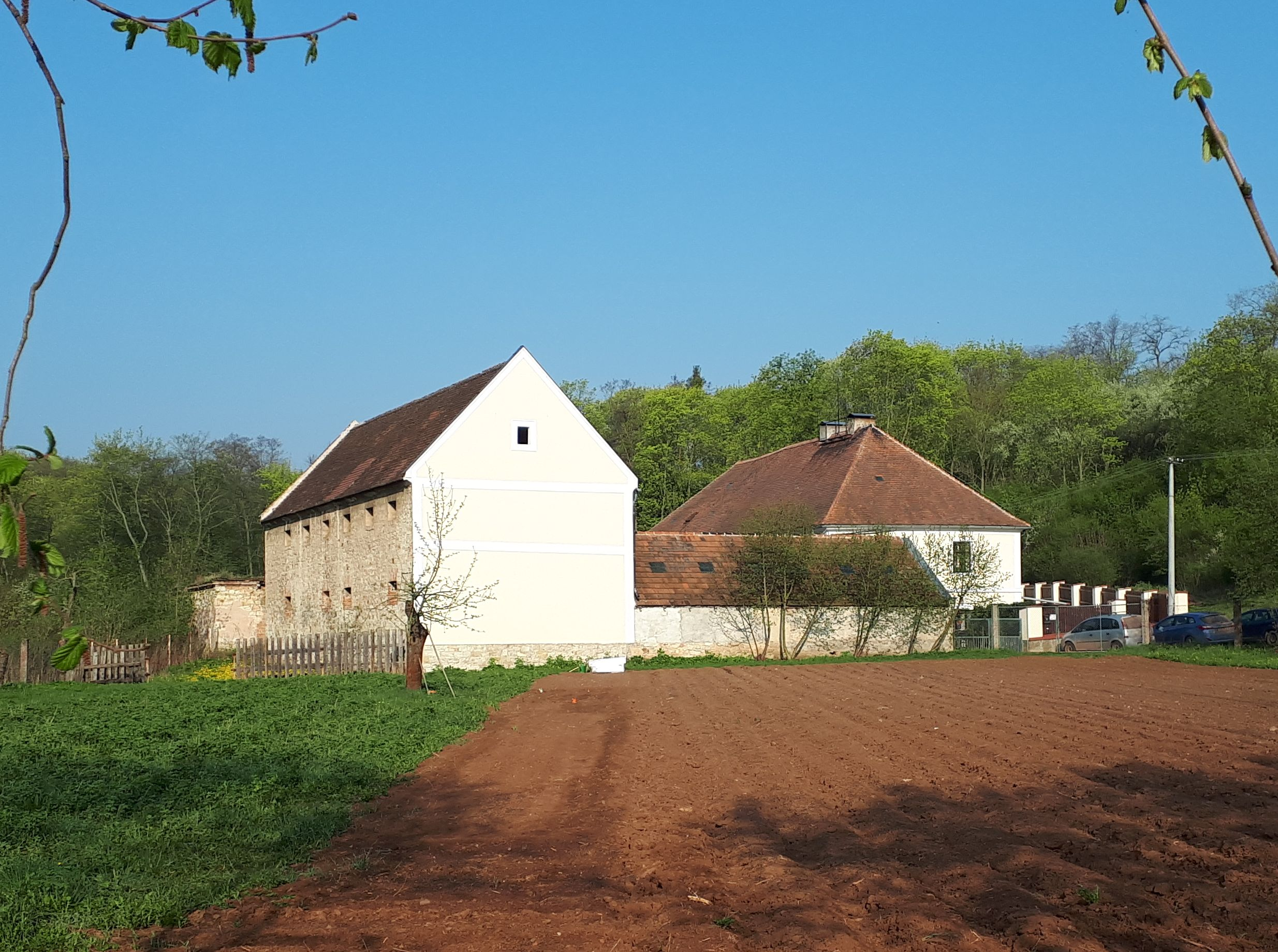
Nový mlýn

Roku 1843 byl postavený nový most přes Blšanku, z roku 1854 je první zmínka o Novém mlýnu, 1858 byl u vsi nalezený poklad složený ze stříbrných mincí, uložený do země po roce 1471, ze kdy pochází nejmladší ražba. Roku 1870 byla na holedečském katastru postavena stanice Sádek, ležící na Buštěhradské dráze. Místní hasičský spolek vznikl v roce 1879, cyklistický spolek roku 1928.
V noci z 25. na 26. května 1872 zasáhla Holedeč ničivá povodňová vlna Blšanky, nazývané též Goldbach (Zlatý potok), která zpustošila velkou část vesnic ležících na jejím toku. Holedeč byla tou nejpostiženější. Povodeň si zde vyžádala 43 lidských životů. Materiální škody byly odhadnuty na 156 000 zlatých. Na Berounce měla tato povodeň dosáhnout úrovně tisícileté vody.

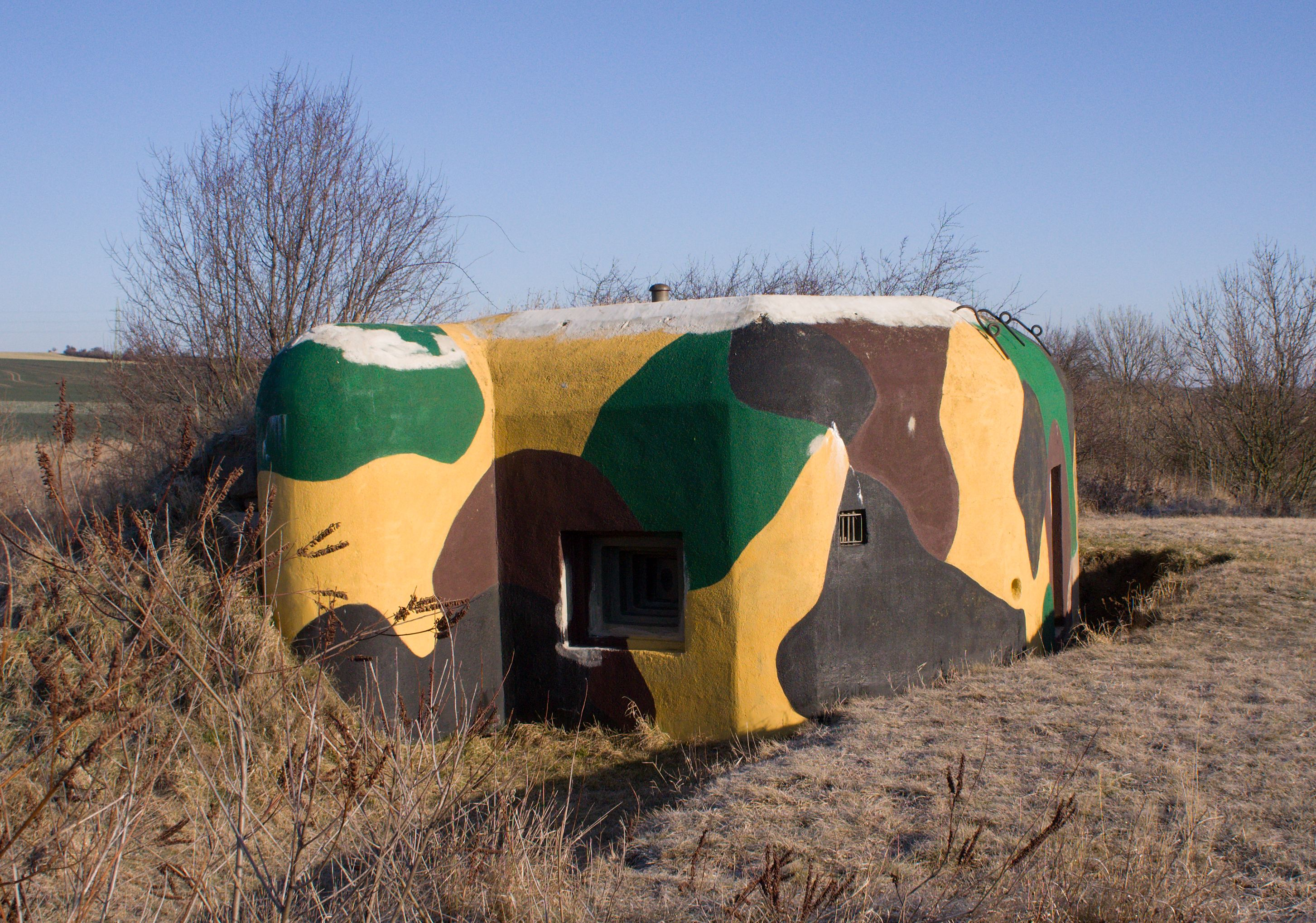
Řopík v Holedči – muzeum

Důležitými událostmi pro Holedeč za první republiky bylo v roce 1922 zavedení elektřiny a roku 1934 kolaudace úpravny pitné vody (vodárny). Její projekt zpracovala kancelář L. Bill a spol. z Ústí nad Labem, která také stavbu realizovala. V letech 1967–1969 proběhla rekonstrukce vodárny. V roce 2018 je Holedeč jeden ze tří zdrojů skupinového vodovodu Žatec. V letech 1937–1938 byla v okolí Holedče vybudována síť lehkých pevnůstek – řopíků.
Po 2. světové válce se národnostní složení obyvatel Holedče i Holedečku zcela změnilo. V roce 1946 bylo odtud odsunuto 613 Němců. Nahradili je osídlenci z českého vnitrozemí a volyňští Češi. Vnitrozemští kolonisté mírně převažovali – bylo jich zhruba 60 %. Předválečného počtu obyvatel však už nikdy nebylo dosaženo.
Od vzniku obecního zřízení v roce 1849 byla Holedeč vždy samostatnou obcí s výjimkou let 1981–1990, kdy byla součástí Měcholup. Od 24. listopadu 1990 je vesnice opět sídlem obecního úřadu.

## Přírodní poměry
Vesnice stojí v Žatecké pánvi, konkrétně v jejím okrsku Měcholupský úval. Protéká jí řeka Blšanka. Západně od vesnice se nachází neovulkanický vrch Chlum (289 metrů) tvořený bazanitem, který na něm těžil v několika malých lomech. Vesnice stojí na území přírodního parku Džbán.

## Obyvatelstvo
Při sčítání lidu v roce 1921 zde žilo 657 obyvatel (z toho 320 mužů), z nichž bylo 57 Čechoslováků, 596 Němců a čtyři lidé s jinou národností. Většina byla římskými katolíky, ale žili zde také dva evangelíci a pět lidí bez vyznání. Podle sčítání lidu z roku 1930 měla vesnice 718 obyvatel: 72 Čechoslováků, 640 Němců a šest cizinců. Kromě katolické většiny z nich bylo dvanáct evangelíků, tři patřili k církvi československé a dvacet lidí bylo bez vyznání.
| Obec Holedeč                                                                     | Obec Holedeč | Obec Holedeč | Obec Holedeč | Obec Holedeč | Obec Holedeč | Obec Holedeč | Obec Holedeč | Obec Holedeč | Obec Holedeč | Obec Holedeč | Obec Holedeč | Obec Holedeč | Obec Holedeč | Obec Holedeč |
|                                                                                  | 1869         | 1880         | 1890         | 1900         | 1910         | 1921         | 1930         | 1950         | 1961         | 1970         | 1980         | 1991         | 2001         | 2011         |
| -------------------------------------------------------------------------------- | ------------ | ------------ | ------------ | ------------ | ------------ | ------------ | ------------ | ------------ | ------------ | ------------ | ------------ | ------------ | ------------ | ------------ |
| Obyvatelé                                                                        | 1 312        | 1 459        | 1 456        | 1 549        | 1 476        | 1 444        | 1 536        | 798          | 799          | 735          | 621          | 509          | 495          | 535          |
| Místní část Holedeč                                                              |              |              |              |              |              |              |              |              |              |              |              |              |              |              |
| Obyvatelé                                                                        | 532          | 630          | 653          | 685          | 697          | 657          | 718          | 421          | 429          | 396          | 334          | 282          | 301          | 328          |
| Domy                                                                             | 67           | 81           | 89           | 99           | 119          | 112          | 138          | 145          | 218          | 106          | 101          | 118          | 123          | 134          |
| Data z roku 1961 zahrnují i domy z místních částí Holedeček, Stránky a Veletice. |              |              |              |              |              |              |              |              |              |              |              |              |              |              |

## Části obce
- Holedeč
- Holedeček
- Stránky
- Veletice

V části Holedeč jsou pojmenovány ulice. V části Holedeček je pojmenována pouze jediná ulice, Školní.

## Pamětihodnosti
- Kostel svatého Bartoloměje v místní části Holedeček.
- Venkovská usedlost čp. 8 v místní části Holedeček.
- Soukromé muzeum předválečného opevnění, jehož součástí je rekonstruovaný interiér pevnůstky (řopíku) z července 1937.
- Tisovec v Holedči – nachází se v parku u mateřské školky.[28]

### Archeologické nálezy

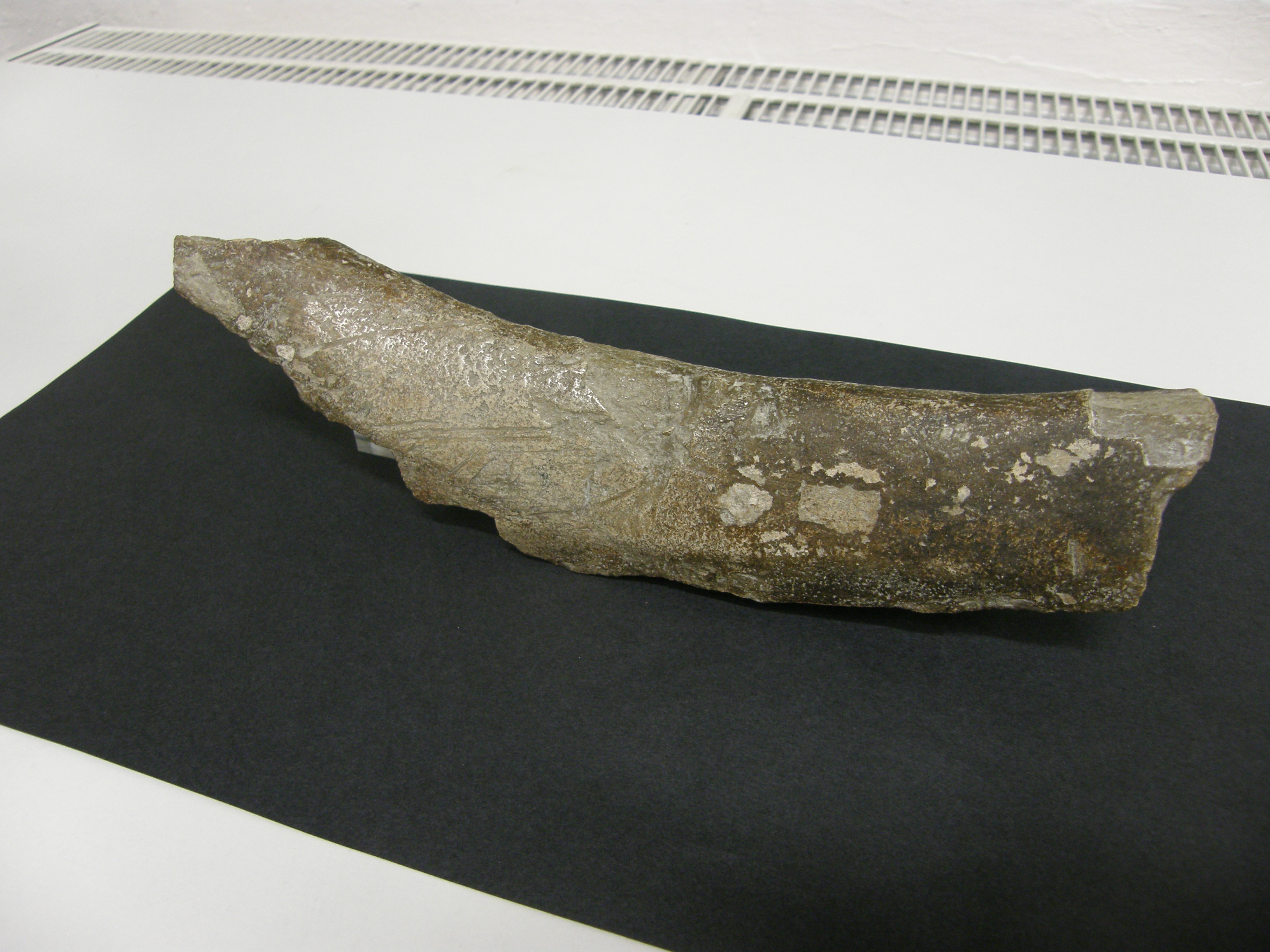
Holedečská rytina ryby

V roce 1912 bylo poblíž Schneiderovy cihelny při těžbě cihlářské hlíny v hloubce asi tří metrů objeveno tábořiště z mladého paleolitu. Nalezly se zde pazourkové a křemencové nástroje a zvířecí kosti. Z bohatství nálezů se usuzuje na to, že se jednalo o dílnu, kde se nástroje vyráběly. Teprve v roce 1927, při odborném zpracování nálezu v Národním muzeu, byla na jedné z kostí – mamutím žebru – Jaroslavem Petrbokem objevena rytina ryby. Rytina není dochovaná celá. Její stáří se odhaduje na 30 000 let. Pokud je datace správná, jedná se patrně o nejstarší umělecký výtvor v Čechách. Nálezy bývají tradičně připisovány kultuře aurignacienu a nověji snad pozdnímu gravettienu.

## Okolí
Jihovýchodně od obce se nachází vodárna, vybudovaná v letech 1930–1934, se zachovalým původním vybavením. Podzemní voda je čerpána z několika vrtů v pískovcovém podloží svrchní křídy. Čerpací stanice Holedeč zásobuje velkou část města Žatec pitnou vodou.
U vodárny, asi půl kilometru za vesnicí, začínala naučná stezka Holedeč. V roce 2018 ji nahradila 2,5 kilometru dlouhá naučná stezka Lesní putování s Hopíkem. Původní, šest kilometrů dlouhá, trasa vedla po zpevněné cestě, procházela jehličnatými lesy a podél výslunné louky Na Pískách s bohatou teplomilnou vegetací.